# Wimken van Diene
Wimken van Diene, pseudoniem van Willem Terhorst (Beltrum, 28 september 1949), is de vaste basgitarist in de Nederlandse rockgroep Normaal.
Sinds midden 1975 maakt hij deel uit van deze groep. Terhorst is de enige echte boerenzoon in Normaal. Terwijl de overige bandleden van het eerste uur gestudeerd hebben aan diverse academies, kwam Willem niet verder dan de UTS, en bleef hij altijd in de Achterhoek wonen. Zijn ouders waren in tegenstelling tot de ouders van de andere muzikanten wel boer. De bekendste compositie van Terhorst is Hiekikkowokan, dat in 1984 in de top 10 van de Nederlandse hitparade terechtkwam. Hij werd onderscheiden met de Nationale Hitparade-trofee.
Voordat Terhorst bij Normaal kwam speelde hij in diverse bluesbandjes. De bekendste band waarin hij speelde was Thin Horse. Zij brachten in 1974 de elpee A Bamebridge Expedition uit.
In 2009 bracht Terhorst een soloalbum uit met de titel Krek wak wol. Op deze cd staan negen nummers.
Op 19 december 2015 gaf Terhorst met Normaal een groots afscheidsconcert in stadion GelreDome.
Ook treedt Terhorst sinds het jaar 2000 op met de band Old Ni-js. Dit samen met Ferdi Jolij (Normaal & Boh Foi Toch) drummer Han Mali (Boh Foi Toch) en gitarist Gerard de Braconier (Toontje Lager). Voor Mali drumde Jan Manschot bij Old Ni-js, tot deze ziek werd en in 2014 overleed. De Braconier werd in augustus 2017 vervangen door Jan Kolkman (oud Normaal en The Heinoos lid).
Aan de Dorpsstraat in Hummelo bevindt zich sinds 2018 een standbeeld van de Achterhoekse rockband Normaal.
In juni 2020 verscheen een boek over Terhorst: Wimken van Diene - Ik Blief Altied Normaal.

## Albums
- Krek wak wol 2009 onder de naam Willem Terhorst[1]